# Batalla de Stadtlohn
La batalla de Stadtlohn fue un combate entre los ejércitos del duque Cristián de Brunswick y el bando imperial-bávaro librado cerca de la población homónima el 6 de agosto de 1623, durante la guerra de los Treinta Años.
Con apoyo de las Provincias Unidas, el duque Cristián avanzó con un nuevo ejército al Círculo de Baja Sajonia, donde fue hostigado por las fuerzas imperiales al mando de Johann Tserclaes (conde de Tilly). Cristián tuvo que enfrentarse a Tilly justo antes de entrar en el pueblo de Stadtlohn, siendo completamente derrotado. El Imperio se mantendría en relativa paz hasta que los daneses invadieran la Baja Sajonia en 1625.

## Antecedentes
Una vez que aplastaron la Revuelta bohemia, las fuerzas imperiales avanzaron hacia el Palatinado Renano, iniciando la Campaña del Palatinado, con el objetivo de castigar al duque Federico V del Palatinado, príncipe protestante que se había rebelado contra el emperador Fernando II de Habsburgo. El duque Cristián de Brunswick parte en ayuda de Federico, estimulado por solidaridad confesional, ambición territorial y hasta por motivos caballerescos al estar enamorado de Isabel Estuardo, esposa del duque del Palatinado. Cristián abandona las Provincias Unidas con un ejército subsidiado por los neerlandeses, pero es derrotado por Tilly en la Batalla de Höchst. Cristián regresa entonces a las Provincias Unidas, pero esta vez es interceptado por las fuerzas españolas que participaban en la guerra de los Ochenta Años, y es vencido de nuevo en la batalla de Fleurus. En esta batalla es herido y se le amputa el antebrazo izquierdo. No obstante, logra escapar y pronto obtiene otro crédito neerlandés para comprar armas.
En enero de 1623, Cristián llegó a la Frisia Oriental, donde se encontraba refugiado el conde Ernesto de Mansfeld, otro paladín protestante que también antagonizaba con el Emperador. Tras varios roces con Mansfeld, el duque de Brunswick continuó hacia el Círculo de Baja Sajonia, donde contaba con varios allegados con cargos de importancia, incluyendo a su hermano mayor, el duque Federico Ulrico de Brunswick-Wolfenbüttel. No obstante, el rey de Dinamarca y duque de Holstein, Cristián IV de Dinamarca, preocupado porque la presencia del rebelde atrajera fuerzas imperiales hacia lo que él consideraba su zona de influencia, moviliza sus fuerzas para que lo expulsen. Federico Ulrico interviene a favor de su hermano y logra que los otros príncipes del Círculo lo contraten para organizar un ejército que defienda su neutralidad. El duque Cristián recluta en junio 21 000 hombres en Wolfenbüttel y Halberstadt, este último un obispado secularizado del que era administrador.
Lejos de sentirse intimidado por el ejército de la Baja Sajonia, el emperador Fernando II autoriza a Tilly para que proteja al Imperio de Cristián de Brunswick; no obstante, también ofrece un perdón a este último por sus campañas pasadas, y le garantiza su cargo de Obispo de Halberstadt. El duque rechaza el perdón a menos que sea extendido también a todos sus oficiales, muchos de ellos partícipes de la Revuelta bohemia. Mientras tanto, Tilly se mantuvo en el sur de Westfalia, reorganizando sus fuerzas y a finales de junio se movilizó a la Baja Sajonia tras haber recibido 8000 soldados de refuerzo traídos por Ramboldo, conde de Collalto, desde Bohemia; el sur de Westfalia quedó entonces resguardado por Juan Jacobo, conde de Anholt, con 12 000 hombres. El duque Cristián empezó a retirarse de Halberstadt hacia el oeste, y el 16 de julio rompió finalmente las negociaciones con el Emperador.

## La batalla

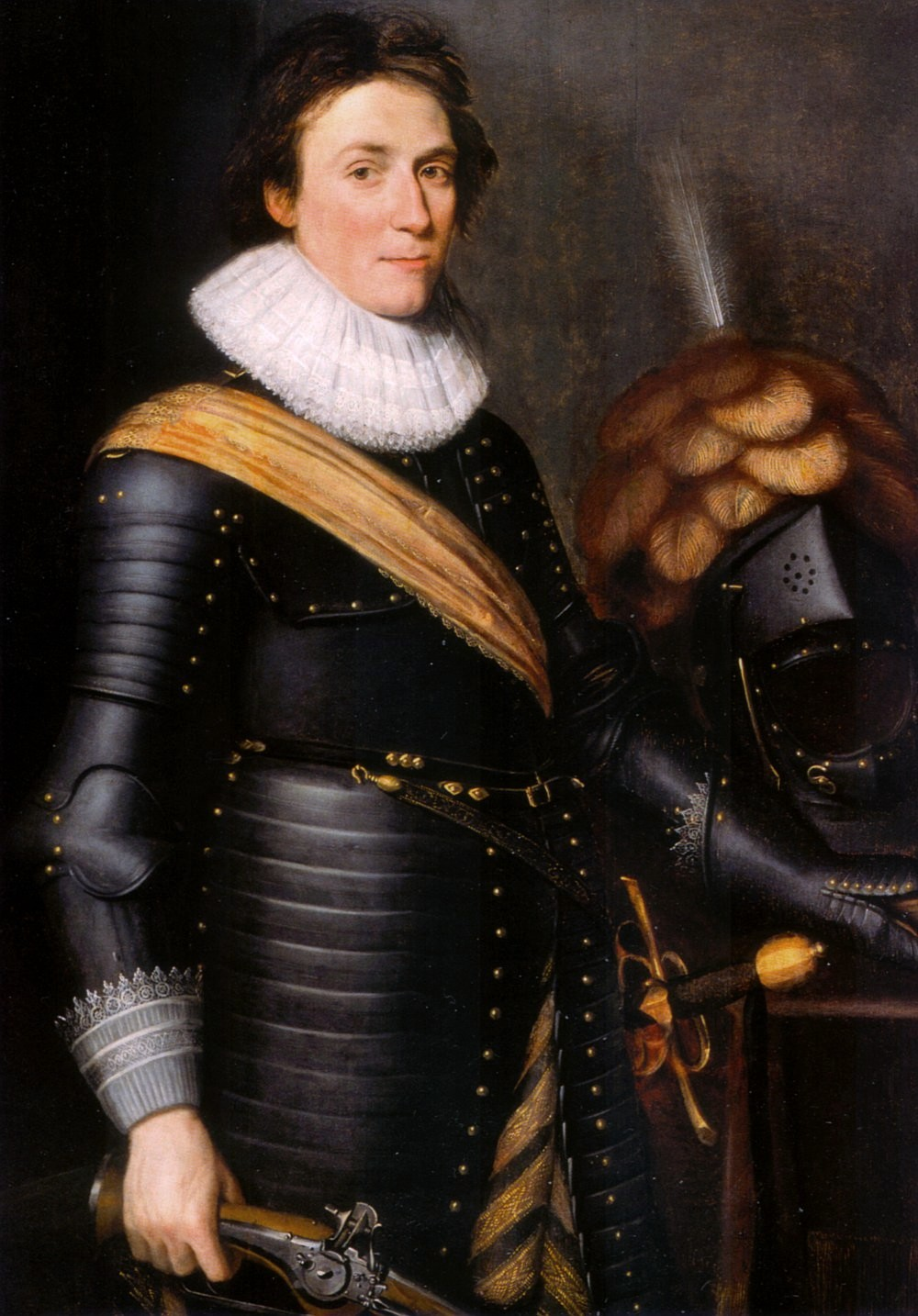
Herzog Christian de Brunswick

El 28 de julio, Cristián renunció al obispado de Halberstadt a favor de su tío materno, el rey de Dinamarca, sin ganar algún tipo de apoyo por esta acción. Luego se dirigió hacia Osnabrück, con la esperanza de que Mansfeld, que tenía 20 000 hombres en su refugio de la Frisia Oriental, lo auxiliara. Este último se negó a moverse. El plan de retirada del duque se convirtió entonces en una huida a Bredevoort, en los Países Bajos, para que los holandeses lo empleasen de nuevo. Tilly lo persiguió, logrando reducir enormemente la distancia inicial entre ellos, y reportó haber llegado a Greven media hora después de que Cristián hubiese partido, el 4 de agosto; el Duque no ayudó a su causa al distraerse por tres días saqueando el Obispado de Münster. El conde Anholt se unió a Tilly en este punto, pero para ese momento las tropas imperiales habían sido reducidas a 20 000 hombres por la necesidad de dejar guarniciones por donde pasaban. El 5 de agosto, la vanguardia croata de Tilly alcanzó a Cristián en Steinfurt, pero éste y sus hombres lograron retirarse y acamparon unos 3 km al oeste. Después de dejar instrucciones de que el equipaje debía partir a las once de la noche seguido por el resto del campamento, el duque se retiró a dormir, despertándose a las 3 de la madrugada para descubrir que sus hombres habían seguido durmiendo. No fue hasta las ocho de la mañana que el último soldado de Cristián abandonó el campamento, y momentos después los Imperiales llegaron al lugar.
Durante el resto de la mañana, el duque fue desplegando sus tropas contra Tilly para ganar tiempo y permitir que el equipaje cruzase el río Berkel. Salvarlo era importante, ya que contenía el dinero que necesitaban para pagar a sus tropas, las cuales podían rebelarse o incluso cambiar de bando si no cobraban la soldada. El puente más cercano sobre el río se encontraba en Stadtlohn, que estaba a solo 9 km de la guarnición neerlandesa de Bredevoort. Los hombres del duque eran quince mil, pero la mayoría no tenía experiencia de combate y muchos ni siquiera estaban armados. Cuando cedió la última barrera entre Tilly y el grueso del ejército, unos dos mil mosqueteros y dos cañones comandados por el barón Knyphausen, Cristián tuvo que entablar el combate, justo antes de entrar en Stadtlohn.
El duque colocó entonces sus tropas dándole la espalda a Stadlohn. No obstante, un bosque a su izquierda y un arroyo a su derecha le restaron espacio de maniobra, espacio que sí le fue otorgado a Tilly, ya que dichos obstáculos naturales se abrían al alejarse del pueblo. Los tropas de la Liga Católica eran optimistas sobre el desenlace por ser ese día la Fiesta de la Transfiguración de Jesús; el conde Tilly obtuvo otra prueba religiosa de su segura victoria cuando Cristián desplegó su estandarte, que incluía la frase: Por Dios y por ella, en referencia a Isabel Estuardo, a quien el conde consideraba un "costal de corrupción mortal"; Tilly, apodado el "monje con armadura", opinó que tal blasfemia no podía contar con el favor de Dios.
A las dos de la tarde, aún sin terminar de desplegar todo su ejército, Tilly ordenó que la artillería atacase al enemigo; Cristián contraatacó dos veces, sin éxito. A las 3.30 de la tarde, el ejército imperial empezó a avanzar, y cuando los mosqueteros veteranos de Tilly entraron en combate con su contraparte enemiga, su caballería logró desbordar el flanco derecho del duque. La caballería de este último se encontró entonces con poco espacio de maniobra y emprendió la huida; de inmediato se inició también la retirada de la infantería rebelde hacia el pueblo, pero debido a que el campo se cerraba en esta dirección, la misma fue desordenada. Los soldados croatas y cosacos de los Habsburgo no tuvieron compasión con los enemigos que intentaban rendirse, causando gran mortandad.

## Eventos posteriores
Aunque la mayor parte de la caballería de Cristián de Brunswick escapó, muchos oficiales murieron o fueron capturados, pérdidas que eran más graves que la destrucción de su infantería, ya que le dificultaban la posibilidad de formar un nuevo ejército. Unos sesenta oficiales fueron capturados por el bando imperial, incluyendo a seis príncipes y dos condes, el más relevante de todos estos fue Guillermo IV de Sajonia-Weimar, hermano de Bernardo de Sajonia-Weimar, quien fue herido en la batalla pero escapó.
En total, Cristián, apodado ahora el "loco de Halberstadt", perdió diez mil hombres, de los cuales seis mil fueron muertos y cuatro mil capturados, así como 16 cañones y casi toda su munición. Por su parte, Tilly reportó mil bajas entre muertos y heridos, pero se recuperó casi de inmediato, ya que un número similar de prisioneros decidió cambiar de bando, aunque su disciplina dejaba mucho que desear. El resto de los prisioneros fue llevado a Münster, región que recientemente habían saqueado, y fueron mantenidos en una situación de penuria tan grande, que los mismos habitantes se organizaron para darles ayuda humanitaria; finalmente fueron liberados luego de prometer que no se alzarían contra el emperador.
Acompañado por 5500 sobrevivientes, Cristián logró escapar a las Provincias Unidas, culpando a Knyphausen por la derrota, y ordenando su ejecución, aunque pudo ser disuadido antes de que la orden se cumpliese.
Por su parte, Federico del Palatinado, sin perspectivas de encontrar otro ejército que le sirviera, tuvo que ceder a las presiones de su suegro y firmó un armisticio con el emperador. Sus acciones, de todas maneras, no terminaron la guerra, el rey de Dinamarca tenía especial interés en conseguir los obispados de Halberstadt y Osnabrück para sus hijos menores, pero esos cargos también eran codiciados por el emperador para su hijo mayor. La entrada de tropas danesas al Círculo de Baja Sajonia en 1625, donde aún se mantenía el ejército de Tilly, abriría la Etapa danesa de la Guerra de los Treinta Años.